# ورخنی سویان
ورخنی سویان (انگلیسی: Verkhny Suyan) یک شهرک در شهرستان کاراایدلسکی استان باشقیرستان کشور روسیه است.